# Dragonette
Dragonette er et electropop band fra Canada.